# Lutz Rohrschneider
Lutz Rohrschneider (* 17. April 1927 in Berlin; † 20. September 2022) war ein deutscher Chemiker.

## Leben
Lutz Rohrschneider verbrachte seine Kindheit und Jugend in Greifswald, Köln und Königsberg. Im Jahr 1944 wurde er in die Wehrmacht eingezogen, nachdem er zuvor seinen Schulabschluss gemacht hatte. Bereits wenig später geriet er in sowjetische Kriegsgefangenschaft, aus der er 1948 frei kam. Daraufhin studierte er Chemie an der Universität Münster und der Ludwig-Maximilians-Universität München. Nach dem Abschluss seines Studiums mit dem Doktortitel im Jahr 1957 begann er seine Tätigkeit bei den Chemischen Werken Hüls. Dort leitete er zunächst das Labor für Gasanalyse und ab 1978 die gesamte Abteilung für Analytische Chemie. 1959 entwickelte er eine Polaritätsskala zur Charakterisierung des Trennungsverhaltens stationärer Phasen bei der Gaschromatographie. Darauf aufbauend erarbeitete er ein Konstantensystem, das eine verbesserte Klassifizierung von stationären Phasen ermöglicht. 1987 erhielt er den Fresenius-Preis der Gesellschaft Deutscher Chemiker. Im Jahr 1990 ging er in den Ruhestand.